# Мьюр, Александр
Александр Мьюр (англ. Alexander Muir) — канадский школьный учитель, поэт и композитор, известный как автор патриотических песен «The Maple Leaf Forever», «Canada, Land of the Maple Tree» и других.

## Биография
Родился в 1830 году в Лесмахейгоу (близ Ланарка, Шотландия) в семье школьного учителя Джона Мьюра и Кэтрин Макдиармид. В 1833 году переехал с семьёй в Верхнюю Канаду. Там Мьюры поселились в поселке Скарборо близ Йорка (ныне Торонто), глава семейства возобновил преподавательскую деятельность и стал первым учителем сына, посещавшего поселковую школу. Александр, обладавший звучным баритоном, пел в хоре местной пресвитерианской школы, но не получил никакого музыкального образования. В 1851 году окончил первую степень в Куинс-колледже в Кингстоне.
По окончании обучения работал учителем, а затем директором школ в различных поселках и городках, включая Скарборо, Лесливилл, Йорквилл и Паркдейл (все в дальнейшем вошли в состав Торонто), Ньюмаркете и Бивертоне. С 1880 года преподавал в Торонто, в том числе с 1888 года до смерти — как первый директор школы на Гладстон-авеню. Был активным членом Оранжевого ордена, в 1861—1867 годах служил в резервистском полку королевских стрелков Торонто и в его составе в 1866 году принимал участие в отражении фенианского набега на Риджуэй. В 1875—1876 годах занимал должность сельского клерка в Бивертоне, ближе к концу жизни — административные посты в различных спортивных ассоциациях, в 1892 году — пост президента Ассоциации ветеранов армии и флота. Периодически выступал как журналист-любитель. Был дважды женат; в браке с Агнес Томпсон (умерла в 1864 году), родились двое сыновей и дочь, во втором браке с Мэри Элис Джонстон, заключенном в 1865 году — еще один сын и дочь.
Мьюр, бывший поэтом-любителем, получил известность как автор созданной в 1867 году патриотической песни «The Maple Leaf Forever». Песня была написана для конкурса Каледонского общества Монреаля; согласно традиционной истории её создания, кленовый лист в качестве основной темы порекомендовал Мьюру его друг Джордж Лесли. Текст был создан всего за несколько часов, чтобы успеть до окончания срока подачи, и занял в конкурсе 2-е место — победителем стал будущий спикер Палаты общин Канады Джеймс Дэвид Эдгар. В дальнейшем Мьюр самостоятельно написал музыку песни, поскольку ему не удалось её положить ни на одну известную ему мелодию. По совету друзей он решил напечатать «The Maple Leaf Forever» отдельным изданием, потратив на тираж в 1000 экземпляров 30 долларов собственных денег. Это издание не окупилось, и Мьюр не стал брать патент на слова и музыку, поэтому когда песня приобрела популярность и была в 1871 году снова выпущена издательством Nordheimer в 1871 году, он не получил за это издание никаких авторских отчислений.
В дальнейшем Мьюр создал еще ряд патриотических песен — «Canada, Land of the Maple Tree». «The Old Union Jack» (обе опубликованы в 1890 году), «Canada Forever» (1894) и «Young Canada Was Here» (1900). В газетах Ньюмаркета и Торонто был также опубликован ряд его стихотворений.

## Наследие
Песня «The Maple Leaf Forever» оставалась популярной в Канаде и некоторое время считалась аналогом национального гимна. Однако её пробританский текст, отсутствие обращений к франкоканадской символике и упоминание генерала Джеймса Вольфа, отличившегося в войне с французами 1754—1763 годов, как «бесстрашного героя» не позволили песне стать официальным гимном Канады. На эту роль была выбрана песня «O Canada!» квебекского композитора Каликсы Лавалле, первоначально написанная на французский текст Адольфа-Базиля Рутье.
Другую свою песню, «Canada, Land of the Maple Tree», после её издания Мьюр переслал премьер-министру Канады Джону А. Макдональду. Её припев, содержавший слова «Британцами мы рождены, британцами остаёмся и британцами пребудем» (англ. We're Britons born, are Britons still, And Britons aye shall be), понравился политику настолько, что в ответном письме автору он пообещал сделать их своим официальным лозунгом. Впоследствии Макдональд действительно популяризовал эту формулу в виде известной фразы «Британским подданным я родился, британским подданным и умру» (англ. A British subject I was born, a British subject I will die).

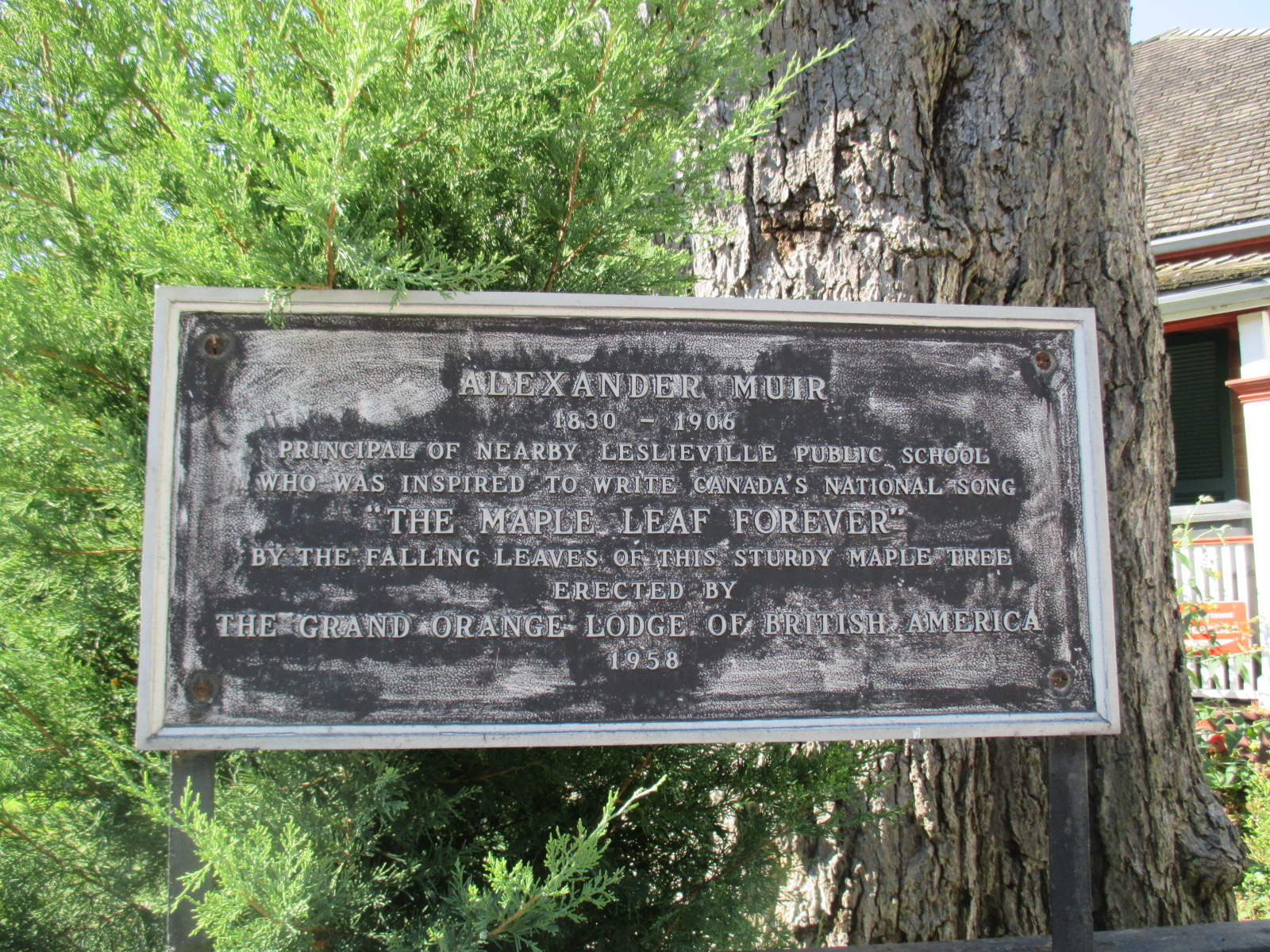
Мемориальная доска на клёне, по легенде вдохновившем Мьюра

Школа в Торонто, где Мьюр преподавал последние годы жизни, была после смерти переиенована в его честь. В 1933 году в его честь был назван публичный парк в Торонто, разбитый на деньги, собранные по подписке; в 1952 году парк был перенесён на новое место, но сохранил название. Клён, росший рядом с домом Мьюра в Лесливилле и традиционно связываемый с историей создания песни «The Maple Leaf Forever», был объектом охраны Управления парков Торонто, пока в 2013 году не был повален бурей.